# Еякулация
Еякулация (от латински: eiaculatus, вулгарно: свършване, изпразване) е процесът на изхвърляне на семенна течност от пениса.
При хората еякулацията обикновено е съпровождана от оргазъм като резултат от сексуално възбуждане. Тя може да настъпи и спонтанно по време на сън (наречена нощна полюция) в резултат от стимулиране на простатата или понякога поради заболяване на простатата.
Еякулацията е рефлекс, който обикновено не може да бъде спрян, след като вече е започнал, без болезнено свиване. Има две фази: емисия и същинска еякулация. По време на емисията двете тръбички, познати като vas deferens, контрактират, за да изтласкат спермата от епидидимите (където тя е складирана) до ампулите в горния край на тръбичките. Началото на емисията обикновено се усеща като момент, от който връщане назад няма. След това спермата минава през еякулаторните тръбички и се смесва с течности, идващи от семенните торбички, простатата и булбоуретралните жлези, за да образува семенна течност или еякулат. По време на същинската еякулация семнната течност се изхвърля през уретрата с ритмични контракции.
Силата и количеството еякулат се променят широко между различните индивиди. Една нормална еякулация може да съдържа от 2 до 15 мл (от половин чаена лъжичка до цяла супена лъжица), въпреки че най-често количеството е от 2 до 6 мл. Обемът на еякулата се влияе от времето, изминало от предходната еякулация (т.е. продължителността на еякулаторната абстиненция – въздържане от изпразване). След по-продължително въздържане се освобождават по-големи количества еякулат. Продължителността на стимулацията, водеща до еякулация, също може да повлияе на обема. Ненормално ниският обем се нарича хипоспермия.
Броят сперматозоиди в една еякулация също се променя широко в зависимост от много фактори като времето, изминало от предходната еякулация, средната температура на тестисите, силата и продължителността на сексуално възбуждане преди еякулацията, възрастта, нивото на тестостерона и общата плодовитост на индивида, както и общият обем на семенната течност. Необикновено ниският брой сперматозоиди се нарича азооспермия.
Еякулаторният рефлекс се причинява от симпатиковия дял на нервната система, докато ерекцията се причинява от парасимпатиковия дял на нервната система. Повечето мъже имат необходимост от забавяне от около половин час за възстановяване на способността за еякулация. През време на този рефракторен период е трудно или невъзможно да се получи ерекция, тъй като симпатиковата нервна система неутрализира действието на парасимпатиковата нервна система.
Има големи различия в продължителността на половото сношение преди настъпването на еякулация. Изследванията показват, че повечето мъже могат да забавят еякулацията не повече от 5 минути при активно тласкане. Малко са тези, които могат да еякулират донякъде по желание и да забавят еякулацията за час или повече по време на полово сношение.
Когато един мъж еякулира, преди да го е пожелал, става дума за преждевременна еякулация. Ако един мъж не е способен да еякулира в рамките на някакъв приемлив интервал след продължителна сексуална стимулация независимо от желанието да го направи, става дума за забавена еякулация или аноргазмия. Оргазъм, който не е придружен от еякулация, се нарича сух оргазъм. Често случващи се сухи оргазми могат да бъдат признак на увреждане на половите органи и е добре да се потърси професионална помощ.

## Интересни факти
- Средно количество семенна течност при еякулация: 2 до 6 мл
- Среден брой еякулации за един живот: 7200
- Средно количество на всичката еякулация за един живот: 17 литра
- Средно количество калории в супена лъжичка сперма: 7
- Средна продължителност на оргазма: 4 секунди
- Среден брой сперматозоиди в еякулиралата сперма на здрав мъж: 40 до 600 милиона
- Дистанция, която сперматозоидът изминава до яйцеклетката: 7,5 – 10 сантиметра
- Животоспособност на сперматозоида: 2,5 месеца от формирането до еякулацията
- Животоспособност на сперматозоида след еякулация: 30 секунди до 6 дни според условията